# Labastide-Villefranche
Labastide-Villefranche – miejscowość i gmina we Francji, w regionie Nowa Akwitania, w departamencie Pireneje Atlantyckie.
Według danych na rok 1990 gminę zamieszkiwały 284 osoby, a gęstość zaludnienia wynosiła 19 osób/km² (wśród 2290 gmin Akwitanii Labastide-Villefranche plasuje się na 896. miejscu pod względem liczby ludności, natomiast pod względem powierzchni na miejscu 761.).